# Cal Figuera (Castellfollit del Boix)
Cal Figuera o Can Figuera és una masia situada al municipi de Castellfollit del Boix, a la comarca del Bages.